# Alexander Leutner & Co
Alexander Leutner & Co (ryska: Велосипедная фабрика "Россия" Александра Лейтнера и Ко., Cykelfabriken "Ryssland" Alexander Leutner & Co.) var en cykelfabrik som grundades 1886 av Alexander Leutner (1864–1923) vid 21 års ålder i Riga i dåvarande Ryska imperiet. Det var den första cykelfabriken i riket.
Alexander Leutner hade 1883 rest utomlands för att skaffa sig kunskap om att tillverka cyklar i Coventry i Storbritannien, Lyon i Frankrike och Aachen i Tyskland. Hans fabrik uppfördes i en träbyggnad vid Gertrudes iela och hade från början fyra anställda som gjorde 19 höghjulingar om året. År 1895 flyttades produktionen, då med 200 anställda, till en nybyggd fabriksbyggnad mellan nuvarande Brivibas iela och Cesu iela.
Företaget blev Rysslands största cykelfabrik och hade 450 anställda 1914, vilka tillverkade drygt 8.000 cyklar per år. De såldes under varumärket "Rossiya". Företaget tillverkade då också motorcyklar. 
Fabriken evakuerades under första världskriget 1915 till Charkov i Lillryssland, där den tillverkade militärcyklar och sedan förstatligades efter den ryska revolutionen 1917.
Alexander Leutner och hans familj återvände till Riga, men byggde inte upp någon ny industriell verksamhet igen. År 1924 flyttade Gustavs Ērenpreis cykelfabrik in i Alexander Leutner & Co:s tidigare lokaler i Riga.